# Otomops wroughtoni
Otomops wroughtoni — вид кажанів родини молосових.

## Середовище проживання
Цей вид відомий лише з трьох роз'єднаних ділянок в Індії та Камбоджі на висотах висоти від 140 до 800 м над рівнем моря.

## Стиль життя
Живе невеликими групами від 2 до 15 особин обох статей в тріщинах печер. 